# IC 4485
IC 4485 је спирална галаксија у сазвјежђу Волар која се налази на листи објеката дубоког неба у Индекс каталогу.
Деклинација објекта је + 28° 40' 10" а ректасцензија 14h 40m 31,4s. Привидна величина (магнитуда) објекта IC 4485 износи 14,8 а фотографска магнитуда 15,6. IC 4485 је још познат и под ознакама CGCG 164-10, NPM1G +28.0316, PGC 52419.